# Carlos D'Stteffano
Carlos D'Stteffano (Guayaquil, Provincia del Guayas, Ecuador, 4 de septiembre de 1959) es un exfutbolista ecuatoriano, arquitecto de profesión se desempeña como entrenador de futbol. 

## Trayectoria

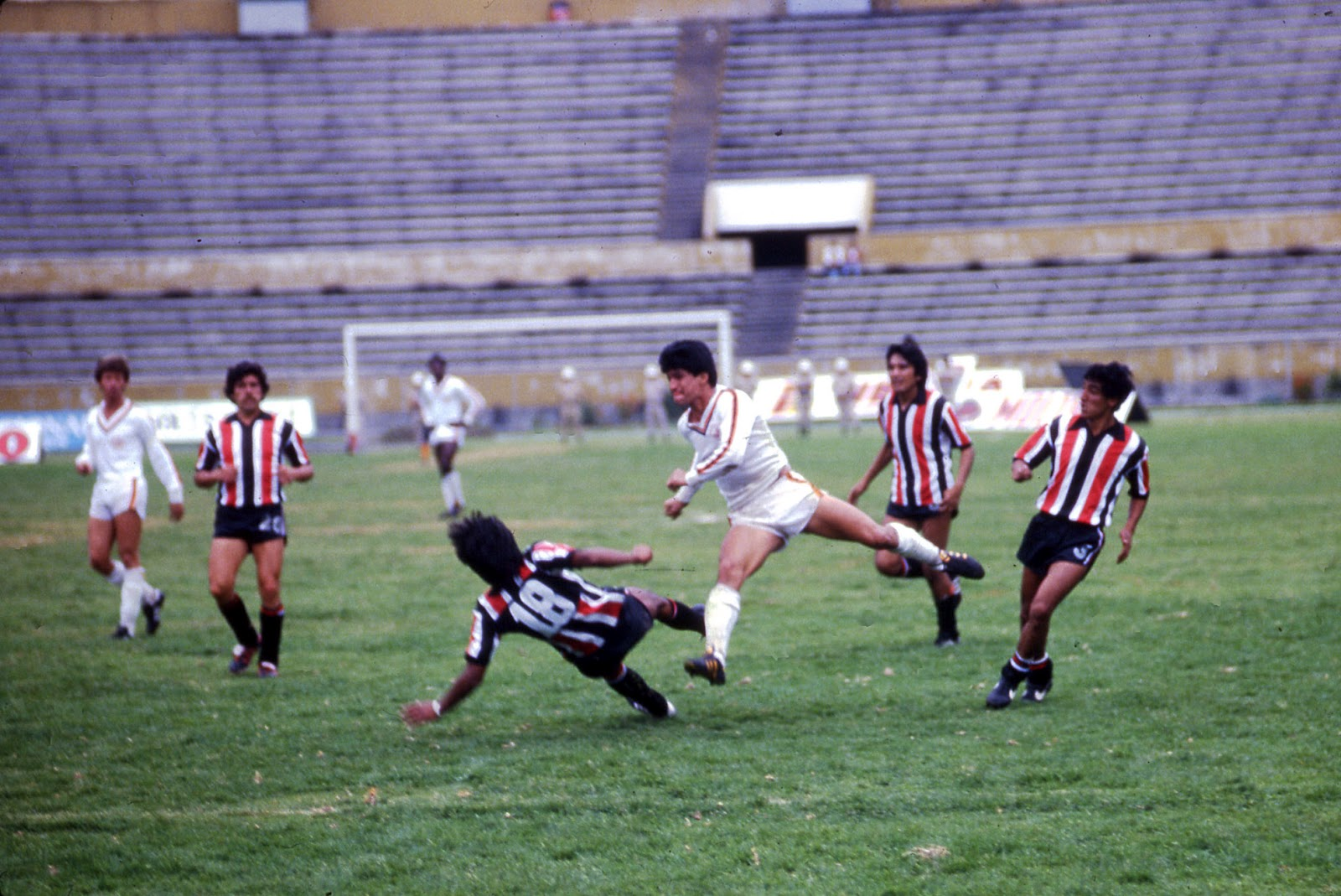
Carlos D´Stteffano jugando para Filanbanco en 1983. Estadio Atahualpa.

### Inicios
Carlos D'Stteffano empezó siendo seleccionado del Colegio Vicente Rocafuerte y en las divisiones inferiores del Club Sport Emelec, donde militó de 1967 a 1976, en 1977 pasa a Milagro Sporting por 2 temporadas y al siguiente año en 1979 juega en Liga Deportiva Estudiantil.

### Filanbanco
En 1982 pasa al Club Deportivo Filanbanco donde en 1983 fue parte de la plantilla que ganó el ascenso a la Serie A de Ecuador.
En 1984 bajo el mando de Ernesto Guerra jugaría con los "banqueros" en la serie de privilegio del fútbol ecuatoriano.

### Emelec
En 1985 retornó al Club Sport Emelec, donde jugando como volante de marca destacó por ser un jugador temperamental y de buena pegada de media distancia, en los tres años que jugó en este club anotó 3 goles, 1 gol en un amistoso contra el Deportivo Quevedo y 2 en el campeonato nacional, a Liga de Quito y El Nacional. En 1986 bajo la dirección de Luis Grimaldi juega 23 partidos siendo uno de ellos 1  Clásico del Astillero.. 
Ya en 1987 una lesión no le permite tener ritmo y solo tiene 3 apariciones con la camiseta azul y plomo.

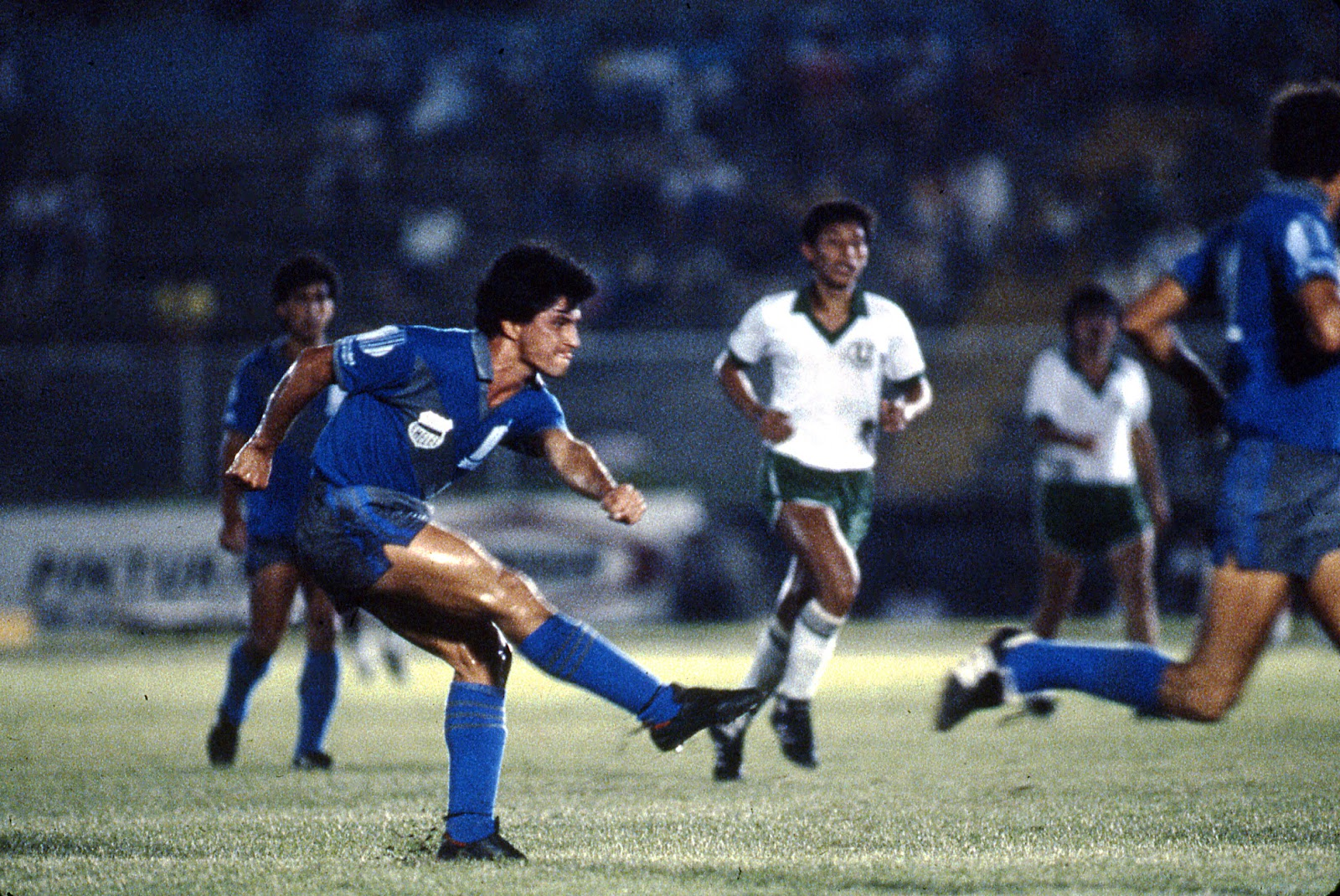
Carlos D´Stteffano en su última temporada con Emelec en 1987.

### Patria
Su pase pertenece a Emelec hasta junio de 1988 cuando es comprado por Patria permaneciendo una sola temporada. 

### Norteamérica
En 1989 se da su traspaso a Norte América con presentaciones regulares. 

### Retiro
Sus últimas dos temporadas las juega en el club que le dio su primera oportunidad en el fútbol profesional, el Milagro Sporting.

## Como entrenador
Ya retirado como futbolista profesional no se desvinculó del fútbol, se licencio como director técnico. Ha sido DT de varios equipos y seleccionados de fútbol sala, y también dirigió en 2019 a la filial del equipo de fútbol femenino de Emelec. Como DT del Club Sport Emelec femenino consiguió pasar a Play Offs en el primer campeonato femenino oficial, goleando 21- 0 a Fuerza Amarilla.

## Clubes

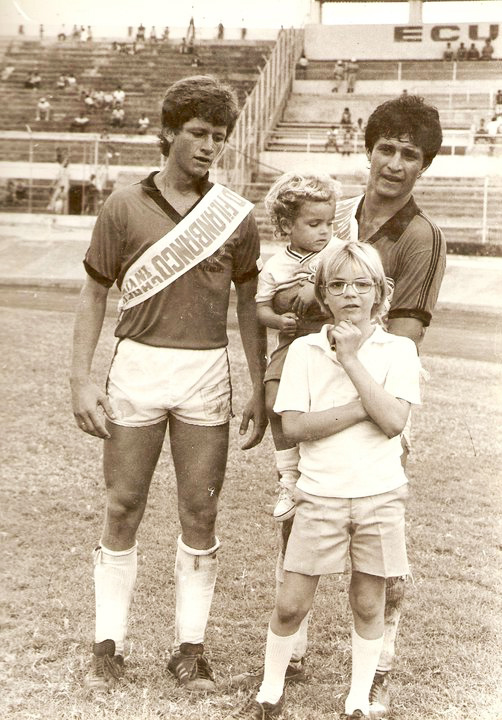
Marcelo Hurtado y Carlos D`Stteffano cuando quedaron campeones de la Serie B y consiguieron el ascenso con Filanbanco

| Club                       | País    | Año       |
| -------------------------- | ------- | --------- |
| Emelec (formativas)        | Ecuador | 1967-1976 |
| Milagro Sporting           | Ecuador | 1977-1978 |
| Liga Deportiva Estudiantil | Ecuador | 1979-1981 |
| Filanbanco                 | Ecuador | 1982-1984 |
| Emelec                     | Ecuador | 1985-1987 |
| Patria                     | Ecuador | 1987-1988 |
| Norte América              | Ecuador | 1988-1989 |
| Milagro Sporting           | Ecuador | 1990-1991 |

## Palmarés

### Campeonatos nacionales
| Título  | Club       | País    | Año  |
| ------- | ---------- | ------- | ---- |
| Serie B | Filanbanco | Ecuador | 1983 |